# Sarnonico
Sarnonico là một đô thị ở tỉnh Trento ở vùng Trentino-Alto Adige/Südtirol của Ý, tọa lạc cách 40 km về phía bắc của Trento. Tại thời điểm ngày 31 tháng 12 năm 2004, đô thị này có dân số 696 người và diện tích là 12,1 km².
Đô thị Sarnonico có các frazione (đơn vị trực thuộc) Seio.
Sarnonico giáp các đô thị: Brez, Cavareno, Dambel, Fondo, Malosco, Romeno, Ronzone, Ruffrè, Eppan an der Weinstraße và Kaltern an der Weinstraße.